# Dubai CSC
El Dubai CSC (en árabe: نادي دبي الثقافي الرياضي‎) fue un equipo de fútbol de los Emiratos Árabes Unidos que jugó en la Liga Árabe del Golfo, la primera división de fútbol del país.

## Historia
Fue fundado en el año 1997 en el emirato de Dubái y fue hasta inicios del siglo XXI que el club logró ganar títulos importantes iniciando con el ascenso a la Liga Árabe del Golfo en la temporada 2003/04.
En la temporada 2009/10 es campeón de la Copa de los Vice-Presidentes de EAU, y en 2010 gana la Copa Federación EAU venciendo en la final a Al-Shaab CSC.
El 11 de julio de 2013 enfrenta en un partido de pretemporada al Nottingham Forest de Inglaterra, la que sería la primera vez en la que jugaba un partido ante un rival europeo.
El club desaparece en julio de 2017 al fusionarse con el Al Ahli FC y con el Al-Shabab Al Arabi Club para crear al Shabab Al-Ahli Dubai FC.

## Palmarés
- Federation Cup: 1

2010
- First Division League: 1

2003-04
- UAE Vice Presidents Cup: 1

2009–10

## Entrenadores

### Entrenadores Desde 2010
- Junior dos Santos (2010–2011)
- Néstor Clausen (julio de 2011–septiembre de 2011)
- Umberto Barberis (interino) (septiembre de 2011)
- Marin Ion (octubre de 2011–diciembre de 2011)
- Ayman Al-Ramadi (diciembre de 2011–junio de 2012)
- René Marsiglia (julio de 2012–junio de 2013)
- Martin Rueda (julio de 2013–noviembre de 2013)
- Umberto Barberis (noviembre de 2013–mayo de 2014)
- Chiheb Ellili (julio de 2014-marzo de 2015)
- Marin Ion (abril de 2015–diciembre de 2015)
- Guglielmo Arena (julio de 2016-noviembre de 2016)
- Hany Ramzy (noviembre de 2016-mayo de 2017)